# جائزة بلنسية الكبرى للدراجات النارية 2013
جائزة بلنسية الكبرى للدراجات النارية 2013 هو سباق دراجات نارية أقيم بتاريخ 10 نوفمبر 2013 في حلبة ريكاردو تورمو، بلنسية، منطقة بلنسية، إسبانيا. كان الجولة الثامنة عشر من أصل 18 في سباق الجائزة الكبرى للدراجات النارية موسم 2013. فاز خورخي لورنزو بفئة الموتو جي بي بينما جاء داني بيدروسا في المركز الثاني وحصل على المركز الثالث مارك ماركيث. فاز بفئة الموتو 2 الإسباني نيكولاس تيرول بينما فاز بفئة الموتو 3 الإسباني مافريك فيناليس.

## وصلات خارجية
- الموقع الرسمي